# Lisanne
Lisanne ist ein weiblicher Vorname.

## Herkunft und Bedeutung
→ Hauptartikel: Elisabeth und Hanna
Lisanne ist ein niederländischer Vorname. Er ist aus den Namen Lisa und Anne zusammengesetzt.

## Verbreitung
Der Name Lisanne wird überwiegend in den Niederlanden vergeben, ist jedoch auch dort ein seltener Vorname.

## Varianten
- Niederländisch: Lysanne, Lysann, Lisanna
- Deutsch: Lisann, Lisanna